# مقبول (فلم)
مقبول (بالإنجليزية: Accepted) هو فيلم أمريكي صدر عام 2006 فيلم كوميدي من إخراج ستيف بينك وكتبه آدم كوبر وبيل كلية، ومارك بيريز. القصة عن مجموعة من خريجي المدارس الثانوية الذين يخلقون كلية وهمية خاصة بهم بعد أن رفضت كل الكليات قبولهم. وتدور احداث القصة في ويكليف . تم تصوير الفيلم في لوس أنجلوس. وأورانج في كاليفورنيا في جامعة تشابمان. وكان هذا الفيلم مجدد في وقت لاحق بوليوود كما  FALTU  من بطولة Jackky Bhagnani.

## الممثلون
- جوستين وونغ في دور بارتليبي جاينز
- جونا هيل في دور شيرمان شريدر III
- بليك ليفلي في دور مونيكا مورلاند
- أنتوني هيلد  [لغات أخرى]‏ في دور عميد ريتشارد فان هورن
- لويس بلاك في دور بن لويس
- ترافيس فان وينكل في دور هويت أمبروز
- ديورا بايرد في دور كيكي
- آدم هيرسشمان  [لغات أخرى]‏ في دور غلين
- ماريا ثاير في دور روري ثاير
- كولومبوس شورت في دور هاندز هولواي
- مارك ديروين  [لغات أخرى]‏ في دور جاك جاينز
- آن كوزاك في دور ديان جاينز
- هانا ماركس  [لغات أخرى]‏ في دور ليزي جاينز
- Joe Hursley في دور موريس / قارعو الأجراس
- Sam Horrigan في دور مايك ويلز
- Robin Lord Taylor في دور أبيرناثي داروين دنلاب
- Jeremy Howard في دور طالب فظيع
- Kaitlin Doubleday في دور غوين
- Ross Patterson في دور مايك مسناوجهتون
- Kellan Lutz في دور دواين
- Brendan Miller في دور واين
- Ray Santiago في دور الصبي برينستون
- Greg Sestero في دور الصبي السمين
- Ned Schmidtke في دور الدكتور J. الكسندر
- Artie Baxter في دور مايك
- جيم أوهارا في دور شيرمان شريدر II
- Darcy Shean في دور السيدة شريدر

## شباك التذاكر
جمع الفيلم $10,023,835 في اسبوعه الأول و احتل المركز 5 في شباك التذاكر الأمريكي بعد ,ثعابين علي الطائرة, ليالي تالاديجا: قصة ريكي بوبي'''s third weekend, مركز التجارة العالمي (فيلم 2006)'s second, and ستيب أب's second.
وبحلول نهاية شوطه، في 19 أكتوبر 2006،  مقبول  قد حقق 36,323,505 $ محليا ودوليا 2,181,504 $، مع ما مجموعه في جميع أنحاء العالم من 38,505,009 $.

## وصلات خارجية
- الموقع الرسمي
- مقالات تستعمل روابط فنية بلا صلة مع ويكي بيانات